# Ak-Marał Tokmok
Ak-Marał Tokmok (kirg. Футбол клубу «Ак-Марал» Токмок) – kirgiski klub piłkarski, mający siedzibę w mieście Biszkek, na północy kraju.

## Historia
Chronologia nazw:
- 1992: Spartak Tokmok (ros. «Спартак» Токмок)
- 1994: Ak-Marał Tokmok (ros. «Ак-Марал» Токмок)
- 1995: klub rozwiązano

Piłkarski klub Spartak został założony w miejscowości Tokmok w 1992 roku. W 1992 debiutował w Wyższej Lidze Kirgistanu, w której zajął 7.miejsce. W 1992 zespół również startował w rozgrywkach Pucharu Kirgistanu. W następnym sezonie zajął 2. miejsce. W 1994 zmienił nazwę na Ak-Marał Tokmok i po raz pierwszy w swojej historii zdobył Puchar Kirgistanu, w tabeli ligowej uplasował się na trzeciej pozycji. W sezonie 1994/95 mógł debiutować w Pucharze Zdobywców Pucharów AFC, jednak zrezygnował z udziału. W 1995 nie awansował do rozgrywek finałowych w lidze, a w rundzie play-off zajął 6. miejsce. Po zakończeniu sezonu klub został rozwiązany.

## Sukcesy

### Trofea międzynarodowe
| \| \| Zdobyte trofea w rozgrywkach międzynarodowych (stan na: 31-12-2016) \| |                                                                     |      |          |
| Rozgrywki                                                                    | Osiągnięcie                                                         | Razy | Sezon(y) |
| · Liga Mistrzów AFC                                                          | zdobywca                                                            | 0    |          |
| · Liga Mistrzów AFC                                                          | finalista                                                           | 0    |          |
| Puchar AFC                                                                   | zdobywca                                                            | 0    |          |
| Puchar AFC                                                                   | finalista                                                           | 0    |          |
| Azjatycki Puchar Zdobywców                                                   | zdobywca                                                            | 0    |          |
| Azjatycki Puchar Zdobywców                                                   | finalista                                                           | 0    |          |
| Azjatycki Puchar Zdobywców                                                   | runda 1                                                             | 1    | 1994/95  |
| Puchar Prezydenta AFC                                                        | zdobywca                                                            | 0    |          |
| Puchar Prezydenta AFC                                                        | finalista                                                           | 0    |          |
| FIFA                                                                         | Zdobyte trofea w rozgrywkach międzynarodowych (stan na: 31-12-2016) |      |          |

### Trofea krajowe
| \| \| Zdobyte trofea w rozgrywkach Kirgistanu (stan na: 31-12-2016) \| |                                                               |      |          |
| Rozgrywki                                                              | Osiągnięcie                                                   | Razy | Sezon(y) |
| Mistrzostwo                                                            | I miejsce                                                     | 0    |          |
| Mistrzostwo                                                            | II miejsce                                                    | 1    | 1993     |
| Mistrzostwo                                                            | III miejsce                                                   | 1    | 1994     |
| Puchar                                                                 | zdobywca                                                      | 1    | 1994     |
| Puchar                                                                 | finalista                                                     | 0    |          |
| II liga                                                                | I miejsce                                                     | 0    |          |
| II liga                                                                | II miejsce                                                    | 0    |          |
| II liga                                                                | III miejsce                                                   | 0    |          |
| Kirgistan                                                              | Zdobyte trofea w rozgrywkach Kirgistanu (stan na: 31-12-2016) |      |          |

## Stadion
Klub rozgrywał swoje mecze domowe na stadionie Spartak w Tokmoku, który może pomieścić 3500 widzów.